# Tanja Mihhailova
Tatjana Mihhailova-Saar, conosciuta come Tanja Mihhailova o semplicemente Tanja (in russo Татьяна Михайлова?, Tat'jana Michajlova; Kaliningrad, 19 giugno 1983), è una cantante estone di origini russe.
Ha partecipato all'Eurovision Song Contest 2014 come rappresentante dell'Estonia presentando il brano Amazing.

## Discografia

### Album in studio
- 2001 – Jäljed liival
- 2002 – La fiesta del Sol
- 2004 – Jz Belle
- 2006 – Teemant
- 2012 – Gemini
- 2015 – Elan päev korraga
- 2019 – The Swingers

### Singoli
- 2002 – Another Country Song
- 2003 – I Can B the 1
- 2012 – Gemini
- 2014 – Amazing
- 2014 – Forevermore
- 2014 – Külmunud maa
- 2015 – Elan päev korraga
- 2017 – Reeglid ei peata
- 2018 – Aisakell
- 2019 – Meie siesta
- 2019 – High Heels in the Neighbourhood
- 2019 – Kõik
- 2020 – Hurricane